# Bussum Zuid
Bussum Zuid – stacja kolejowa w Bussum, w prowincji Holandia Północna, w Holandii. Stacja została otwarta w 1966.
| Bussum Zuid                   |  |                                 |
| Linia                         |  |                                 |
| Naarden-Bussumodległość: 2 km |  | Hilversum Noord odległość: 3 km |